# Heliconius timareta
Heliconius timareta är en fjärilsart som beskrevs av William Chapman Hewitson 1867. Heliconius timareta ingår i släktet Heliconius och familjen praktfjärilar. Inga underarter finns listade i Catalogue of Life.

## Bildgalleri

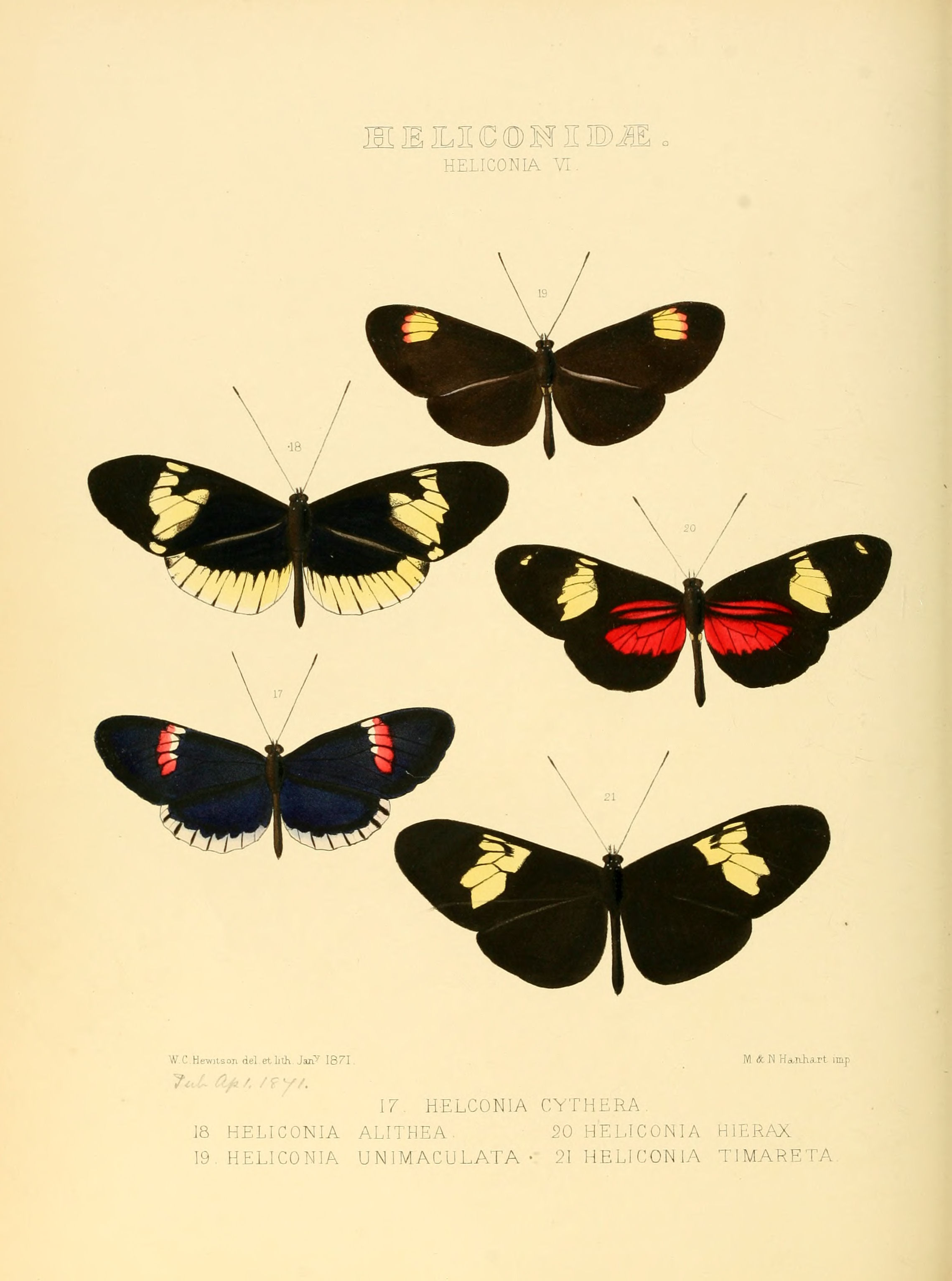